# Уилям Окам
Уилям О̀кам (на английски: William of Ockham – буквално Уилям от Окам) (ок. 1285 – 1349) е английски францискански монах и философ-схоластик, родом от Окам, малко селце в Съри.
Известен е най-вече с Бръснача на Окам.

## Биография
Роден през 1280 г. или 1285 г. в графство близо до Лондон, Окам учи в колежа „Мертон“ към университета в Оксфорд, а от 1317 г. се занимава и с преподавателска дейност в Оксфорд и Лондон. Участва дейно в разгорещени диспути.
Напуска острова и пристига в Париж, където продължава изследванията си в областта на философията и същевременно преподава теология. Дейността му се отличава със свободомислие.
През 1323 г. написва инвектива срещу папа Йоан XXII, в която оспорва светската власт на понтификата и отстоява свободата на литературната дейност. Срещу него е образуван процес, който продължава от 1324 г. до 1328 г. – признат е за виновен и е призван в папския дворец в Авиньон. Окам успява да избяга и търси закрила при император Лудвиг Баварски в Мюнхен. Тук той е приет благосклонно и защитава светската власт и каузата на Лудвиг. Окам става член на Францисканския орден, а дейността му засилва светската тенденция в средновековното общество. Той се противопоставя на плебейското съсловие и се обявява против ереста на Майстер Екхарт. Умира в Мюнхен през 1349 г.

## Произведения

### Философия
- Summa logicae (c. 1323), Paris 1448, Bologna 1498, Venice 1508, Oxford 1675.
- Quaestiones in octo libros physicorum (преди 1327), Rome 1637.
- Summulae in octo libros physicorum (преди 1327), Venice 1506.
- Quodlibeta septem (преди 1327), Paris 1487.
- Expositio aurea super artem veterem Aristotelis, 1323.
- Major summa logices, Venice 1521.
- Quaestiones in quattuor libros sententiarum, Lyons, 1495.
- Centilogium theologicum, Lyons 1495.

### Теология
- Questiones earumque decisiones, Lyons 1483.
- Quodlibeta septem, Paris 1487, Strasbourg 1491.
- Centilogium, Lyons 1494.
- De sacramento altaris и De corpore christi, Strasbourg 1491, Venice 1516.
- Tractatus de sacramento allans.

### Политика
- Opus nonaginta dierum (1332), Leuven 1481, Lyons 1495.
- Dialogus* (begun in 1332) Paris 1476. Lyons 1495.
- Super potestate summi pontificis octo quaestionum decisiones (1344).
- Tractatus de dogmatibus Johannis XXII papae (1333–34).
- Epistola ad fratres minores (1334).
- De jurisdictione imperatoris in causis matrimonialibus, Heidelberg 1598.
- Breviloquium de potestate tyrannica (1346).
- De imperatorum et pontifcum potestate [известно и като 'Defensorium'] (1348).